# Cimetière de l'Est (Metz)
Pour les articles homonymes, voir cimetière de l’Est.
Le cimetière de l’Est est le plus grand cimetière de la ville de Metz. Aménagé en 1829, il est situé en lisière du quartier de Plantières Queuleu, à la limite avec celui de Borny.

## Historique[2]
En 1829, les cimetières messins deviennent exigus pour accueillir de nouveaux défunts sans infliger au voisinage des nuisances olfactives ou autres. En effet, les cimetières de la ville étaient répartis autour des différentes églises et donc sur un espace très limité qui obligeait à exhumer les cadavres afin d’en enterrer de nouveaux, ou alors à les entasser de manière anarchique. Dans le quartier du Pontiffroy, avec la proximité de la Moselle[précision nécessaire], les vapeurs[Quoi ?] infligeaient au voisinage de nombreuses maladies souvent mortelles[Lesquelles ?].
La même année, l’inspecteur de la voirie Marie-Lucien Silly décide d’acquérir un terrain de deux hectares et demi afin de répondre aux besoins d’inhumation décente grandissants. Silly accepte de faire don du terrain à la ville, mais sous réserve d’avantages fiscaux sur les concessions, ce que le maire Joseph de Turmel et la préfecture refusent.
Deux ans plus tard, alors qu'une épidémie de choléra se déclare dans la ville, l’acquisition d’un nouveau terrain devient urgente ; la discorde passée avec M. Silly amène ce dernier à non plus donner, mais vendre le terrain à la municipalité. La mairie accepte sans trop de difficultés, malgré le désaccord du ministre du Commerce et des Travaux publics, le comte d’Argout[précision nécessaire], quant à la formule de cimetière privatif[Quoi ?], qui fit aussi de nombreux mécontents parmi l’opinion publique.
Le cimetière de l’Est ouvre ses portes en 1834.
La partie ancienne du cimetière, composée des sols des quatre sections organisées autour du rond-point et l'ensemble des monuments funéraires qui s'y trouvent, ainsi que les entrées datées de 1834 et 1864 (avenue de Strasbourg) avec les murs qui les intègrent, sont inscrits au titre des monuments historiques par arrêté du 29 juillet 2003. 

## Construction
L’aménagement du terrain afin d’y inhumer les défunts s’est opéré dès 1829, année où il est mis entre murs et où il est doté d’une loge de gardien. La chapelle a également été construite au cours du XIXe siècle. 

## Aménagements successifs
De nouvelles entrées sont percées en 1864, notamment celle de l’avenue de Strasbourg à l’attention des protestants dont la section se situe dans cette zone du cimetière. Auparavant, l’entrée principale de la rue du Roi-Albert était l’unique accès à la nécropole.
De nombreuses extensions permirent au cimetière de septupler sa superficie d’origine d’environ 2,5 ha afin d’atteindre aujourd’hui[Quand ?] celle de 17,5 ha.
Il a également été doté d’un crématorium au cours du XXe siècle.

## Personnalités inhumées
- Général Paul-Joseph Ardant (1800-1858), homme politique
- Paul Théodore Auguste Bezanson (1804-1882), maire de Metz et député du Reichstag
- Barthélemy Bompard (1784-1867), maire de Metz, député
- Jean-Baptiste Bouchotte (1754-1840), ministre de la Guerre sous la Révolution (chapelle de style égyptien)
- Famille Carré de Malberg
- Fernand Coustans (1878-1975), peintre, journaliste, conteur et bibliophile
- Joseph Daga (1825-1885), philanthrope, médecin militaire (obélisque monumental)
- Baron Gilbert Dufour (1769-1842), administrateur militaire, maire de Metz, pair de France
- Auguste Hussenot (1799-1885), peintre
- Félix Maréchal (1798-1871), maire de Metz (buste de son épouse)
- Juge Pierre Michel (1943-1981), assassiné par la pègre à Marseille[5]
- Général Antoine Alexandre Rousseaux (1756-1827), général de la Révolution et de l'Empire (colonne)
- Antoine Sauvage (1809-1860), facteur d'orgue (bas-relief d'orgue)
- Paul Vautrin (1876-1938), maire de Metz (buste)

## Galerie

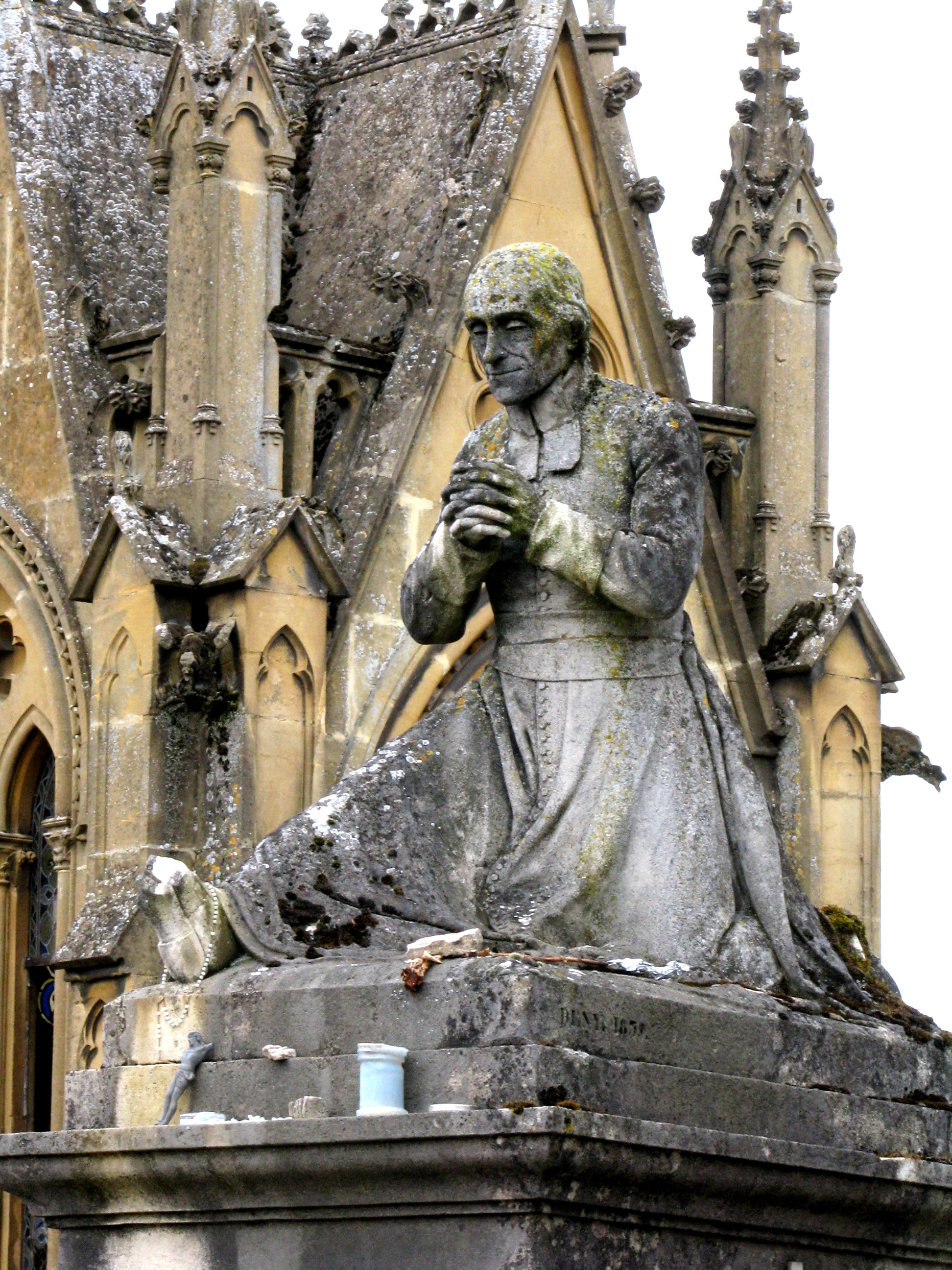
Statue et tombe de style néo-gothique
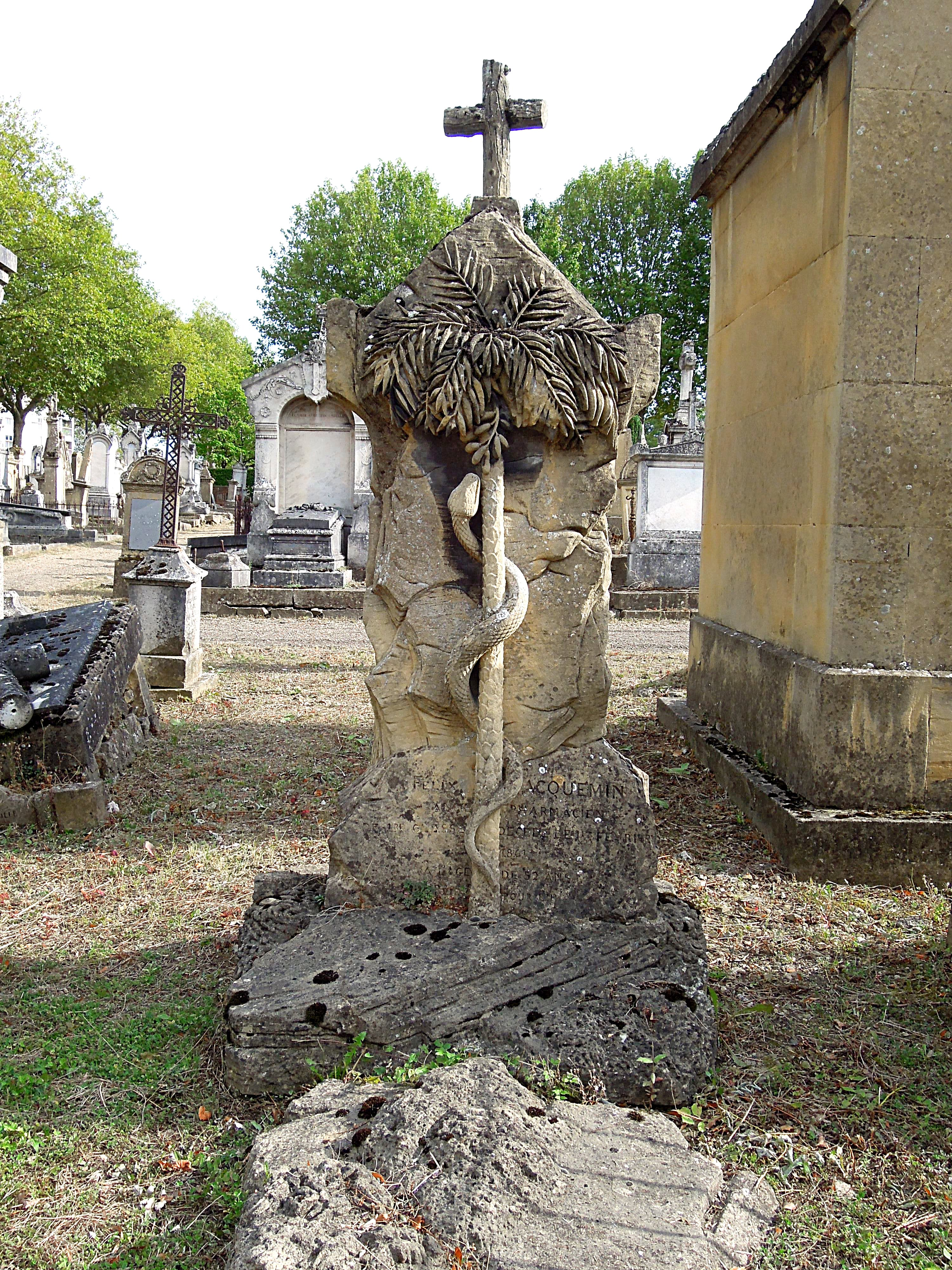
Tombe de type monolithique représentant le bâton d'Asclépios
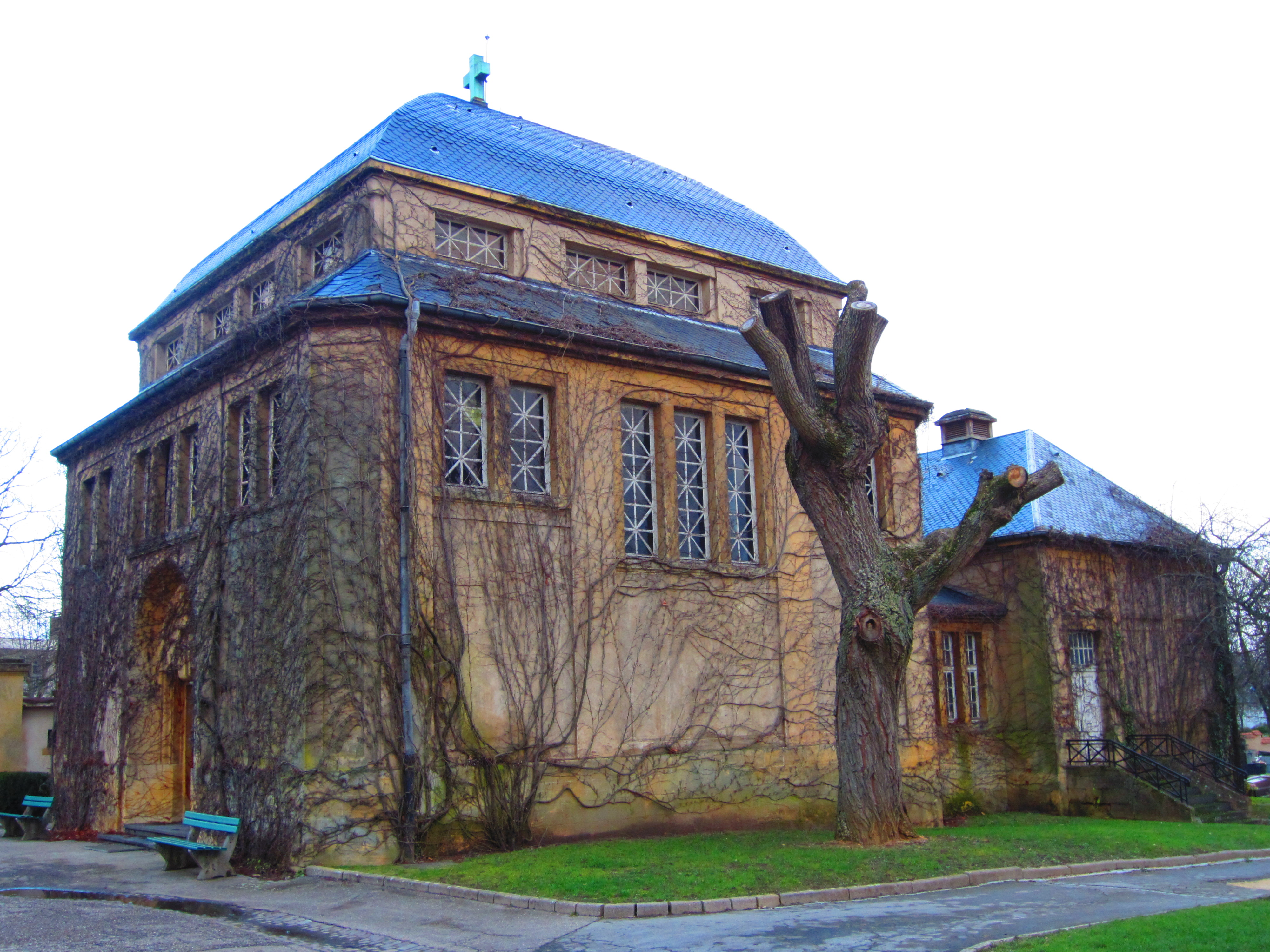
Chapelle du cimetière
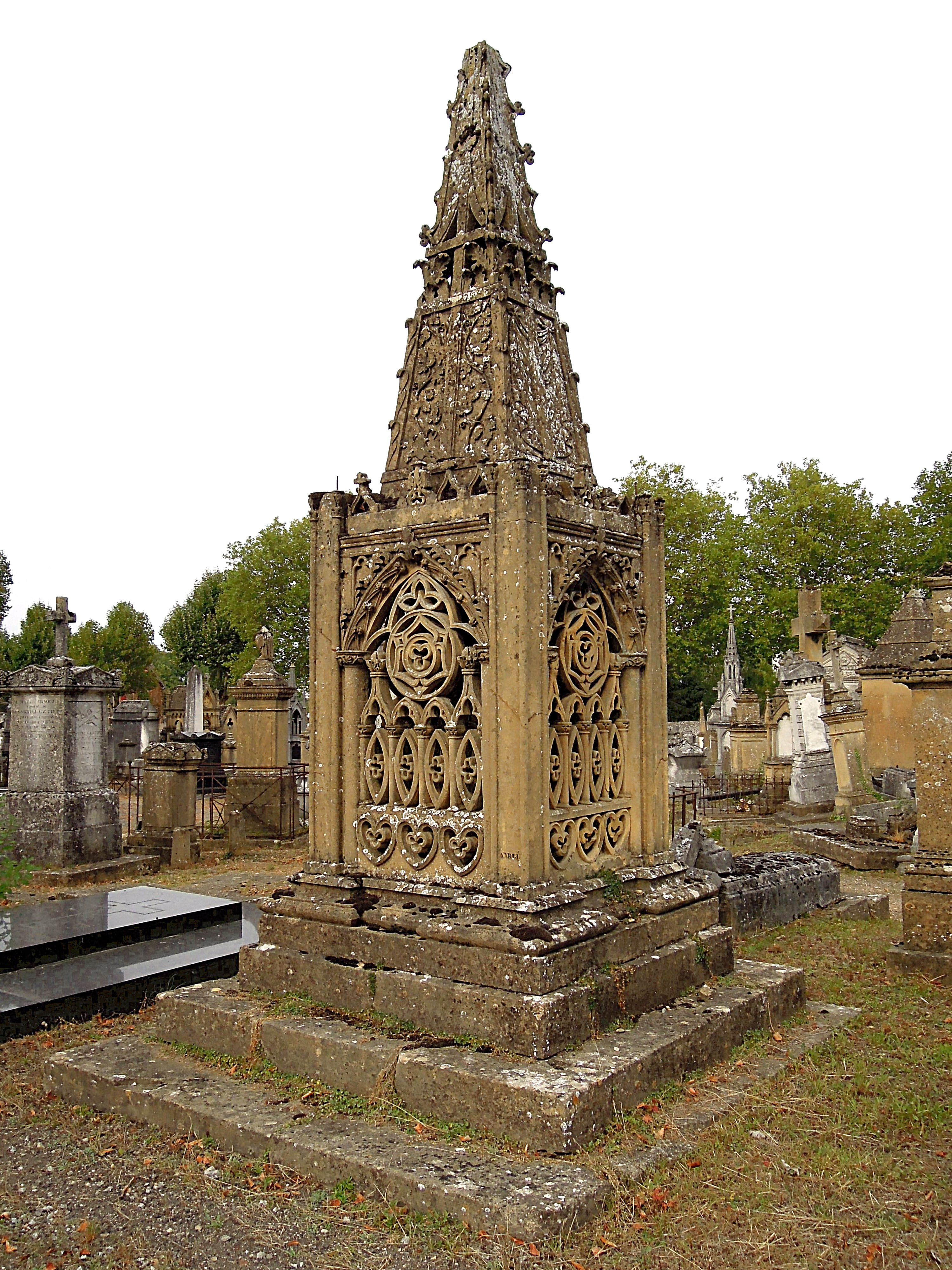
Tombe de style éclectique (néo-gothique et néo-mauresque)
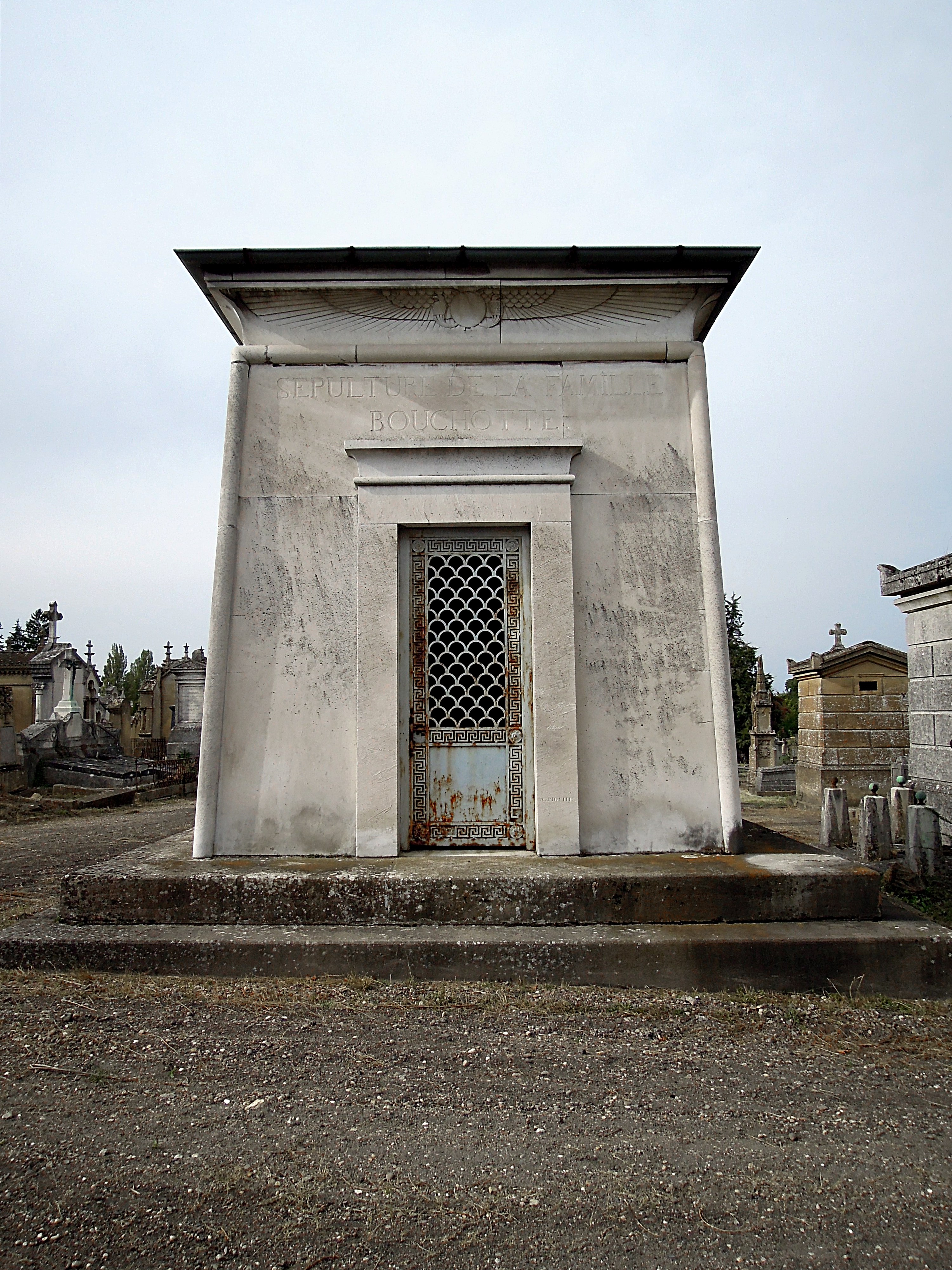
Mausolée de style néo-égyptien de Jean-Baptiste Bouchotte
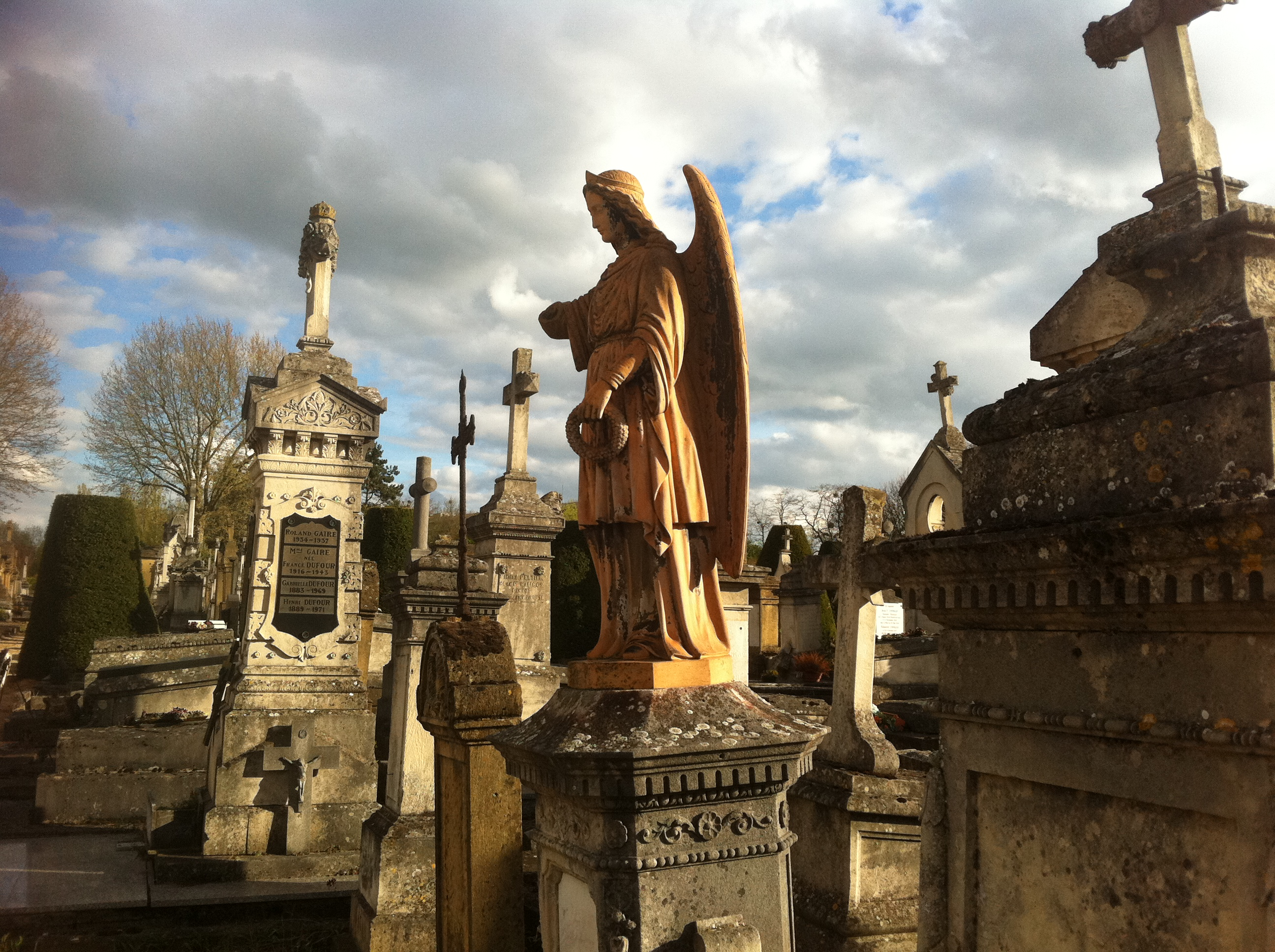
Tombe surmontée d'une statue en terre cuite représentant un ange éploré